# نانورکس
نانورکس (انگلیسی: Nanoracks) شرکت هوافضای آمریکایی است، که در سال ۲۰۰۹ توسط جفری منبر تأسیس شد.